# Ghenadie Nicu
Ghenadie Nicu (n. 13 februarie 1963, Bălți, Republica Moldova – d. 19 august 2019, Chișinău, Republica Moldova) a fost un scriitor și publicist român, membru al Uniunii Scriitorilor din Moldova și al Uniunii Scriitorilor din România. Este autor al volumelor Calmant pentru Alter Ego (prefață de Eugen Lungu), Deșertul consoanelor (prefață de Nicolae Leahu) și Un link spre nicăieri (prefață de Adrian Ciubotaru). A lucrat ca redactor asociat la revista literară „Semn”. A fost colaborator, cu tablete săptămânale, la „Ziarul de Iași” și redactor la portalul de știri Deschide.md din Chișinău.